# Elecciones legislativas de Costa Rica de 1938
Las elecciones de medio período de 1938 se realizaron para renovar la mitad del Congreso Constitucional de Costa Rica como estipulaba la Constitución de 1871. Venció el partido oficialista Republicano Nacional aun cuando varias facciones republicanas formaron partidos menores.  En este período la Confraternidad Guanacasteca logra elegir diputado al médico Francisco Vargas Vargas, su máximo líder.

## Resultados
| Partido político | Partido político | Votos obtenidos | Escaños obtenidos |
| ---------------- | --- | --------------- | ----------------- |
|                  | Partido Republicano Nacional                                                                                                  | 54.557          | 16                |
|                  | Bloque de Obreros y Campesinos                                                                                                | 10.187          | 2                 |
|                  | Partido Republicano Independiente                                                                                             | 6.453           | 1                 |
|                  | Confraternidad Nacional | 4.678           | 1                 |
|                  | Partido Independiente Nacional                                                                                                | 3.753           | 1                 |
|                  | Otros: (Nacional Demócrata, Unión Mora y Turrialba, Demócrata Independiente, Republicano Provincial, Republicano Progresista) | 4.719           | 0                 |